# Sehrimnir
Sehrimnir (staronordijski Sæhrímnir) ime je vepra u nordijskoj mitologiji kojeg svakoga dana kuha kuhar Andhrimnir i poslužuje borcima, einherjarima, u Valhali. 
Andhrimnir kuha Sehrimnira svakoga dana u kotlu Eldhrimniru, a navečer on ponovno oživi.
Tako se kaže u Grímnismálu, pjesmi iz Starije edde:
| (Grímnismál, 18)         | (Grímnismál, 18)            |
| ------------------------ | --------------------------- |
| Andhrímnir lætr          | Andhrimnir kuha             |
| í Eldhrímni              | u Eldhrimniru               |
| Sæhrímni soðinn,         | Sehrimnira,                 |
| fleska bazt,             | izvrsnu svinjetinu,         |
| en þat fáir vitu         | ali rijetki znaju           |
| við hvat Einheriar alaz. | čime se pali ratnici hrane. |
|                          | (prevela Dora Maček)        |

Njegovo ime znači »jama za kuhanje«.